# Windex
 (mai 2019).
Si vous disposez d'ouvrages ou d'articles de référence ou si vous connaissez des sites web de qualité traitant du thème abordé ici, merci de compléter l'article en donnant les références utiles à sa vérifiabilité et en les liant à la section « Notes et références ».

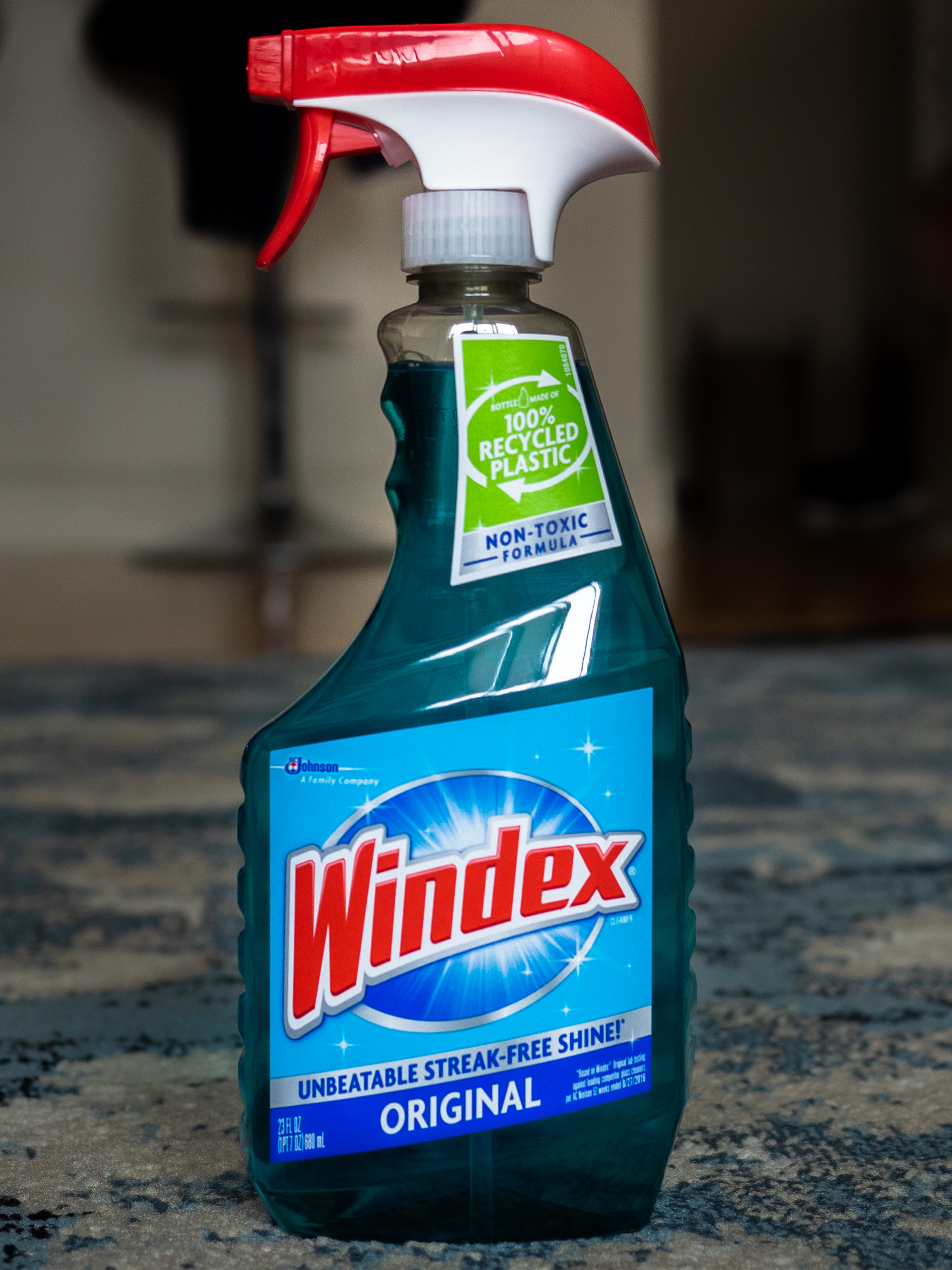
Bouteille du produit.

Windex est un nettoyant pour vitre et surfaces dures. Il est commercialisé depuis 1933 (actuellement par l’entreprise S. C. Johnson & Son). Son utilisation est très populaire aux États-Unis et au Canada depuis le milieu du XXe siècle, ce qui a mené à l’utilisation du terme « Windex » pour désigner les nettoyants à vitre en général.
Les produits du genre « Windex » contiennent généralement des détergents, de l’ammoniac, un parfum pour atténuer l’odeur âcre de l’ammoniac et du colorant. La version originale était transparente, avec une légère teinte de bleu. Cependant, les versions plus modernes existent sous une variété grandissante de couleurs et de parfums ; on retrouve même des additifs comme du vinaigre ou du jus de citron.

## Histoire
Lorsque le Windex a été inventé en 1933 par Harry R. Dracket, il s’agissait de solvant à 100 %. En tant que produit inflammable, il devait être vendu dans des cannettes de métal. À la suite de la Seconde Guerre mondiale, une nouvelle formule a été conçue après l’introduction de surfactant.
Windex, filiale de The Drackett Company,  a été acheté en 1992 l'entreprise S. C. Johnson & Son, qui manufacture le nettoyant depuis ce temps.
Dans les années 2000, le produit a été repensé afin d’être moins nuisible à l’environnement.

## Composition
Ingrédients :
- Isopropanol : utilisé comme solvant et réactif.
- 2-Butoxyéthanol
- Éthylène glycol n-hexyl éther : acide faible et bactéricide.
- Eau : solvant ; stabilise le pH.
- Ammoniac

Le pH du Windex est basique.

## Dans la culture populaire
- Dans le film américain Mariage à la grecque (2002), Kosta, le père de l'héroïne, est persuadé que le Windex peut guérir toutes les infections de peau.

- Mariah Carey cite le Windex dans sa chanson Obsessed.

- Young Thug cite le Windex dans sa chanson "Do u love me".

- Dans la web-série quebecoise "Testeur Alpha" le Windex est la boisson préférée du personnage de Alpha